# ناثان لو
ناثان لو (بالصينية: 羅冠聰) هو سياسي صيني، ولد في 13 يوليو 1993 في شنجن في الصين. حزبياً، نشط في Demosisto ‏.